# Orante de Gudea
El Orante de Gudea es una escultura datada entre los años 2550 y 2520 a. C. Fue elaborada en el Período Dinástico Arcaico de Mesopotamia, en época de la civilización sumeria, considerada la primera y más antigua civilización de la historia, que se extendió por el sur de Mesopotamia, en la zona de los ríos Tigris y Éufrates. La estatuilla está vestida únicamente de un kaunakes y tenía los ojos de lapislázuli o cristal, piezas que no se conservan.

## Hallazgo e historia

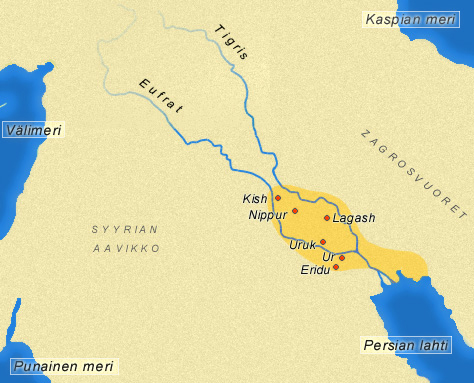
Zona de influencia de la civilización sumeria.

La pieza fue hallada en Irak y representa a un ciudadano sumerio orando de pie, siendo un tipo de escultura muy repetida en todo el arte mesopotámico. En 2001 fue adquirida por el Museo Arqueológico Nacional de España (situado en Madrid), donde actualmente se halla expuesta y tiene el número de inventario 2001/110/1.